# テディくまだ
テディくまだは、日本の演出家・劇作家・タレント・レポーター。株式会社PASOC代表及びPASOC (Performing Arts School of children) 演劇学校代表。

## 略歴
- 漫才トリオレツゴー三匹のリーダー・レツゴー正児の長男として大阪に生まれる。
- 幼い頃よりTV番組、商業演劇、ミュージカル等の舞台に立つ。
- デビューは田村正和主演の「眠狂四郎」。
- 大阪芸術大学舞台芸術学科に進学、演出家で劇作家でもある秋浜悟史に師事。
- 演出家として、コンサート・演劇・ステージ・イベント・テレビ・映像等の演出活動をする。
- 東京・大阪で専門学校などの講師として人材育成に取り組んだのち、2000年福岡で芸能プロダクション・ナッツプロダクションを設立。以降、多くの人材を育成。
- 2006年、東京 オフィス開設。
- 2013年、福岡オフィスを閉鎖。本拠地を福岡から東京に移す。
- 2014年、プロダクション業務から離れ、フリーに。
- 2015年、PASOC (Performing Arts School of children) ～ 新しい時代に羽ばたく子役を育てる 舞台芸術の学び舎 ～ を設立。初年度より、松竹の演劇作品及び歌舞伎作品、東宝の演劇作品及びミュージカル作品、劇団四季のミュージカル作品、他、続々と子役を輩出している。
- 2021年4月、音声SNS Clubhouseにて『ミュージカルよもやま話』と題してライブ配信を行った（現在は不定期開催）。
- 2021年9月、PASOC YouTubeチャンネルを開設。
- 地方での文化事業への協力(演劇学習会や文化講演会、ミュージカル公演への支援など)も精力的に行っている。
- 最近はTV東京系列『すとぷりのHere We！GO‼』の演技指導講師としての出演も。
- 現在、株式会社PASOC代表及びPASOC (Performing Arts School of children) 演劇学校代表。

## 人物
- 阪神タイガースの大ファンである。
- 好きな言葉は従藍而青。

## 子役指導
ミュージカルからストレート、歌舞伎まで、その人材育成術には定評があり、この10年だけでも100作品、のべ200人以上の子役を商業舞台に輩出している。
- ビリー・エリオット - ビリー・デビー
- ライオンキング - ヤングシンバ・ヤングナラ
- レ・ミゼラブル - ガブローシュ・リトルコゼット
- 1789 - シャルロット
- フランケンシュタイン - リトルビクター
- サウンドオブミュージック
- 風と共に去りぬ
- 放浪記
- トリッパー遊園地 （A.B.C-Z/河合郁人・榎木孝明主演）
- 三婆（大竹しのぶ主演）
- 有頂天シリーズ （渡辺えり・キムラ緑子主演）
- 家族はつらいよ（山田洋次演出・新派公演）
- グリークス（PLAY公演）
- 垣根の魔女（久本雅美主演）
- 東京物語（山田洋次演出・新派公演）　ほか

## 主な演出作品

### 舞台（演出）
- テディくまだ「平成竹取物語」(2010年)
- サンテグジュペリ「星の王子さま」(2010年)
- テディくまだ「ミュージカル/平成竹取物語2011」(2011年)
- アガサ・クリスティ「ねずみとり」(2011年)
- フランク・ヴェデキント「春のめざめ」(2011年)
- テディくまだ「ミュージカル/虹の国の少年」(2012年)
- 清水邦夫「楽屋」(2012年)
- テディくまだ「LOVE LOVE LOVE」(2013年)
- 井上ひさし「頭痛肩こり樋口一葉」(2013年)
- ガルシア・ロルカ「血の婚礼」（2013年)
- テディくまだ「サブス」（2014年)
- 清水邦夫「楽屋」(2012年)
- サンテグジュペリ「星の王子さま」(2010年)
- テディくまだ「LOVE LOVE LOVE」「Ｘｍａｓ　LOVE」（2014年)
- アガサ・クリスティ「マウストラップ* 」(2018年)
- サンテグジュペリ「ミュージカル 星の王子さま」（2019年）
- サンテグジュペリ「ミュージカル 星の王子さま〜老飛行士の飛行日誌〜」（2023年）

### コンサート・LIVE
2021年
- PASOC MUSICAL LIVE 2021（福岡・ぽんプラザホール）

### CM
- タケモトピアノ
- ゴルフパートナー
- ちびっこランド
- ベイサイドプレイス　ほか

## 出演

### 映画
- 「サッド ヴァケイション」 監督/青山真治・出演/浅野忠信・宮崎あおい・オダギリジョー

### TV
- 「すとぷりのHere!We!GO!!」(テレビ東京系列/バラエティ)　演技指導
- 「我こそサムライ!」(NHK/ドラマ) 出演/松尾政寿・松重 豊・白竜・博多華丸

### 舞台
- 天童よしみ特別公演「夫婦善哉外伝 雨やどり恋歌」演出/わかぎゑふ・出演/天童よしみ・赤井英和

### CM
- アサヒ　健康食品インフォマーシャル　レポーター。
- ほっともっと
- ドラッグイレブン
- ろうきん